# Manieryzmy
Manieryzmy – wielokrotne powtarzanie określonych ruchów, które w odróżnieniu od stereotypii zachowują pozory swojej celowości (np. machanie, salutowanie), jednak wykonywane są w nieodpowiednich sytuacjach.